# Artan Sakaj
Artan Sakaj (Valona, 8 dicembre 1980) è un ex calciatore albanese, di ruolo difensore.

## Palmarès

### Club

#### Competizioni nazionali
- Coppa d'Albania: 1

Flamurtari Valona: 2013-2014